# Thomas Georgeon
Thomas Georgeon OCSO (* 22. September 1967 in Paris) ist ein französischer Trappist. Er war zunächst Abt der Trappistenabtei Frattocchie; seit 2021 ist er Abt von La Trappe.

## Leben
Georgeon studierte an der Sorbonne Kommunikationswissenschaft und arbeitete anschließend fünf Jahre als Fotojournalist für das französische Magazin Gamma. 
1994 trat er in das Noviziat des Klosters La Trappe ein, wo er 1999 die Feierliche Profess ablegte und 2002 die Priesterweihe empfing. Am 11. Mai 2009 postulierte der Konvent der Trappistenabtei Frattocchie Georgeon zum Abt, nachdem er dort bereits seit 2008 als Superior ad nutum wirkte. Die Abtsbenediktion empfing er im Juni 2009. Am 27. Juni 2011 trat Georgeon als Abt von Frattocchie zurück und bekleidete anschließend von 2012 bis 2015 das Amt des Sekretärs des Generalabtes Eamon Fitzgerald. 2013 erfolgte die Ernennung zum Postulator für die Heiligsprechung von Pierre Claverie und seiner Gefährten, zu denen die sieben Märtyrer von Tibhirine zählten. Nach dem Rücktritt von Guerric Reitz-Sejotte als Abt von La Trappe wurde Georgeon durch den Abt von Cîteaux, Olivier Quenardel, am 5. Dezember 2019 zum Superior ad nutum von La Trappe ernannt. Am 2. Februar 2021 wählte ihn der Konvent von La Trappe zum Abt des Klosters auf unbestimmte Zeit.

## Veröffentlichungen (in Auswahl)
- Martyrium der Hoffnung: Tibhirine - eine Gemeinschaft auf dem Weg, in: Cistercienser Chronik 113 (2006), S. 395–414.